# Eureka Seven
Eureka Seven (交響詩篇エウレカセブン?, Kōkyōshihen Eureka Sebun, lett. "Salmi sinfonici Eureka Seven"), anche conosciuto come Psalms of Planets Eureka SeveN, è una serie televisiva anime di genere mecha del 2005, prodotta dallo studio Bones e da Bandai Entertainment, sceneggiato da Dai Satō e diretto da Tomoki Kyōda. La serie è formata da 50 episodi da 25 minuti circa ciascuno, trasmessi da MBS e TBS dal 17 aprile 2005 al 2 aprile 2006. L'anime è stato pubblicato doppiato in italiano dalla Dynit e trasmesso da Rai 4 dall'8 aprile 2010 al 21 aprile 2011, dopo che il primo episodio era stato trasmesso in lingua originale con sottotitoli in italiano il 1º ottobre 2006 durante l'Anime Week di MTV Italia. A marzo 2013 l'anime in italiano è stato pubblicato per la visione in streaming su internet sul sito Popcorn TV che non ne possiede più i diritti; ma attualmente è disponibile sulla piattaforma streaming legale gratuita in alta definizione VVVVID.
Il 5 aprile 2012 è stato trasmesso in Giappone un episodio che presenta un finale alternativo, intitolato New Order (ニュー･オーダー?, Nyū Ōdā), inedito in Italia. L'episodio è stato incluso anche nello Hybrid Disc, un Blu-ray Disc uscito il 20 settembre 2012 che contiene anche l'OAV ed il videogioco tratti dalla seconda serie.
Una seconda serie di 24 episodi, intitolata Eureka Seven AO (エウレカセブンＡＯ?, Eureka Sebun Ei Ō) e non collegata al finale alternativo, è stata trasmessa in Giappone dal 12 aprile al 19 novembre 2012 su MBS e TBS.
Dall'anime sono stati tratti un manga di Jinsei Kataoka e Kazuma Kondō, pubblicato in Giappone dalla Kadokawa Shoten e in Italia dalla Planet Manga, una serie di videogiochi della Bandai, un altro manga collegato ai videogiochi ed uno tratto dalla seconda serie animata, una serie di light novel di Tomonori Sugihara e alcuni lungometraggi cinematografici.
L'anime racconta la storia di Renton Thurston, giovane insoddisfatto della propria vita, figlio di un famoso scienziato, che intraprenderà un'avventura che lo porterà da una parte all'altra del globo sulla nave Gekko Go con la sua nuova amica Eureka, un personaggio enigmatico quanto affascinante. Pilotando il Nirvash, un potente LFO, dovranno trovare il modo di fermare la guerra tra umani e Coralians. Il 17 marzo, in Giappone, sono inoltre stati annunciati una nuova trilogia di film intitolato Eureka Seven: Hi-Evolution (交響詩篇エウレカセブン ハイエボリューション?, Kōkyōshihen Eureka Sebun: Haieboryūshon) che sono usciti rispettivamente nel 2017, 2018 e 2021.
Dynit ha acquistato i diritti della trilogia.

## Trama
Renton Thurston è un ragazzino di 14 anni, figlio del famoso Adrock Thurston, lo scienziato immolatosi da eroe per salvare il mondo. Considera la sua vita piuttosto noiosa e come tutti i ragazzi sogna di scappare e vivere le avventure del gruppo Gekko State, i più grandi reffers del mondo, guidato dal leggendario Holland.
Un giorno proprio il Nirvash, il più potente LFO in mano al gruppo Gekko State, cade sulla sua casa e da questo esce Eureka, una ragazza enigmatica che affascina il ragazzino. Utilizzando l'Amita Drive donatogli dal padre defunto, attraverso il nonno, riesce a rimettere in piedi il robot e utilizzarlo in uno scontro nei cieli, pilotandolo in coppia con Eureka. A questo punto gli stessi membri di Gekko State lo invitano a seguirli e così diventa a tutti gli effetti parte del gruppo. L'eccitazione iniziale si trasforma però ben presto nuovamente in frustrazione poiché tutti i membri del gruppo sembrano trattarlo come un bambino, prendendolo continuamente in giro e trattandolo male, e la vita nei cieli perde d'interesse. L'unica cosa che ancora lo spinge a restare è Eureka per cui crede di provare un sentimento più forte della vera amicizia.
La storia prende una piega differente nel momento in cui i Coralians iniziano ad attaccare le città, dopo che i militari danno inizio ad una devastante battaglia per spazzare via queste forme di vita extraterrestri dal pianeta. Renton diventa una pedina essenziale nella lotta, poiché è ormai l'unico in grado di tenere su il morale della squadra e della stessa Eureka. Starà a lui trovare una risposta al mistero che avvolge il passato del pianeta e dei Coralians.
Nella prima parte dell'anime si capisce che i Gekko State sono un gruppo di ribelli che sta conducendo una guerra contro il governo, e compaiono anche i Coralian anticorpi che attaccano, ma la prima parte rimane incentrata sulla maturazione di Renton e sulle avventure casuali del Gekko State, mentre solo nella seconda metà dell'anime sia Renton che lo spettatore hanno modo di sapere il motivo della rivolta: il governo vuole eliminare i Coralian, mentre il Gekko State sa che lo Scab Coral è una forma di vita e che la stessa Eureka è una Coralian creata da esso per interagire con gli esseri umani. Dato che esiste una Coralian così simile agli umani, non possono essere considerati nemici.
La guerra è anche mediatica: mentre il governo ha sempre nascosto al popolo la presenza dei Coralian, il Gekko State fa controinformazione tramite la rivista ray=out e ricerca la pace tra umani e Corallian, e ha dalla sua parte la setta religiosa dei Vodarak, perseguitata dall'esercito, il cui capo, Norb, ha formulato varie teorie sullo Scab Coral, capendo per esempio che è un essere vivente. Il colonnello Dewei invece rivela al popolo una verità distorta considerando i Coralian nemici e proponendosi di abbatterli.

## Personaggi
La maggior parte dei personaggi di Eureka Seven sono suddivisibili in due fazioni opposte: la fazione del Gekkostate e quella della U.F. Force.
Il Gekko State (ゲッコーステイト?, Gekkō Suteito) è una milizia e controcultura antigovernativa collettiva con a capo Holland Novak, che allo stesso tempo pilota l'LFO Terminus typeR909. Eureka, una ragazza pallida e distaccata, pilota un LFO chiamato Nirvash typeZERO. Dopo aver preso parte al Gekkostate all'inizio della serie, Renton co-pilota il Nirvash in coppia con Eureka. Stoner è un fotografo che si occupa della scrittura della rivista clandestina del Gekkostate, ray=out. Talho Yuki è il pilota in capo dell'aeronave sede del Gekkostate, la Gekkō-gō, letteralmente luce lunare. Hap è un amico d'infanzia di Holland e secondo in comando della nave. Ken-Goh è lo specialista di armi e proprietario del Gekkō-gō. Jobs e Woz sono gli ingegneri dell'aeronave. Mischa è la dottoressa di bordo. Moondoggie è il secondo pilota e operatore della rampa di lancio. Hilda e Matthieu sono i piloti rispettivamente del Terminus typeR808 e del Terminus typeR606. Gidget è l'operatrice delle comunicazioni. Gonzy è un chiromante.
La U.F. Force (United Federation Forces of Predgio Tower) è un esercito sotto il comando del Consiglio dei Saggi, la maggiore autorità nelle Federazioni Unite. A servire sotto il consiglio dei saggi vi è il Tenente Colonnello Dewey Novak, che diresse un commando chiamato SOF, prima del suo imprigionamento all'inizio della serie. Dominic Sorel è un ufficiale dell'intelligence, sotto controllo di Novak, e responsabile di Anemone, pilota dell'LFO Nirvash theEND.
Di seguito i personaggi principali:
- Renton Thurston (レントン・サーストン?, Renton Sāsuton): figlio del leggendario Adrock e co-pilota del Nirvash, è una persona molto estroversa ed emotiva che ha grandi aspirazioni, con la tendenza, tuttavia, a gettarsi nella mischia prima di capire cosa stia succedendo. Prima di entrare nel Gekkostate viveva con suo nonno Axel nella città di Bellforest, frequentando la scuola e imparando il mestiere di meccanico nell'officina del nonno. Fu molto influenzato dalla sorella Diane ed ha sempre creduto che l'avrebbe vista nuovamente prima o poi. Sebbene fosse una specie di celebrità, essendo il figlio di un salvatore, Renton trova scomodo essere il figlio di Adrock Thurston. Il suo cognome è conosciuto ovunque vada, e si sente costantemente come se vivesse nell'ombra del padre. Renton credeva che il suo fosse un pessimo padre, che aveva abbandonato la sua famiglia per la ricerca scientifica. All'età di 14 anni incontra in circostanze del tutto casuali Eureka, della quale si'innamora a prima vista, e Holland Novak, capo dei Gekko State da lui ammirato per le sue grandi doti di reffer. Decide quindi di seguire Eureka sulla Gekko-Go, inconsapevole del fatto che sarebbe andato incontro a una guerra.
- Eureka (エウレカ?, Eureka): è una ragazza pallida e distaccata con dei capelli verdeacqua e degli occhi color lavanda, pilota del Nirvash typeZERO, il primo LFO ad essere stato costruito, con il più antico Archetipo. Tratta il Nirvash non come una mera macchina, ma come un essere vivente, con la propria coscienza e sentimenti. Comunque, potrebbe sembrare distaccata ed impacciata verso le altre persone – ha un problema nel comunicare con gli altri umani e nel capire i loro sentimenti. Tende ad apparire casualmente vicina alle persone, sorprendendole a volte. All'inizio della serie, mostra di soffrire di frequenti emicranie. Si scopre poi nella serie che è una forma umana dei Corallian, mandata dallo Scab Corral per studiare gli esseri umani e stabilire un contatto con loro. Per questo cerca di capire sempre di più le emozioni umane.
- Holland Novak (ホランド・ノヴァク?, Horando Novaku): è il leader del Gekkostate, capitano del Gekko-go, e pilota del LFO Terminus typeR909. Fino ad un paio di anni prima lui ed i suoi compagni erano parte di SOF, un'unità di élite militare, ma diserta dopo aver incontrato Norb ed aver accettato l'impegno nel proteggere Eureka finché non si fosse conosciuto il suo partner. Gli eventi che conducono alla diserzione della squadra di Holland conducono anche all'incarcerazione del fratello Dewey e da quel momento condividono un forte odio l'uno per l'altro. Holland è conosciuto come uno dei migliori reffer viventi, ed è un idolo per tanti giovani, Renton incluso. Anche se a volte si comporta in modo sgarbato con Talho, nutre per lei dei profondi sentimenti.
- Talho Yūki (タルホ・ユーキ?, Taruho Yūki): è la capo-pilota del Gekko-Go. Incontrò Holland e Dewey quando i tre servivano insieme nell'esercito, ma all'inizio era molto invidiosa di come Holland trattava Eureka. Inizialmente lavorava nell'ufficio informazioni, ma venne promossa ad ufficiale per ragioni ignote, e divenne dopo diverso tempo una spia.

## Terminologia

### Scab Coral e Coralian
Lo Scab Coral (スカブ・コーラル?, Sukabu Kōraru) è una forma di vita extraterrestre comparsa sulla Terra millenni fa. Il suo solo metodo di comunicazione è l'assimilazione: al principio iniziò ad assimilare le forme di vita sottomarine, espandendosi poi sempre di più sulle terre emerse, raggiungendo infine l'uomo. Naturalmente gli esseri umani videro ciò come una terribile minaccia e abbandonarono in massa il pianeta. Qui ogni cosa venne assimilata dallo Scab Coral, trasformando la terra stessa in un unico essere vivente. Quando gli esseri umani dopo 10.000 anni tornarono sul pianeta Terra, lo Scab Coral, maturato nella mentalità grazie alle sue esperienze con la vita e con gli umani in particolare, divenne discreto, per evitare di spaventare di nuovo l'umanità. Gli umani credettero quindi di essere su un pianeta differente, e non di nuovo sulla Terra. Tuttavia il desiderio dello Scab Coral di comunicare lo portò alla creazione di diverse creature Coralian umanoidi, come ad esempio Eureka e Sakuya, nel tentativo di ristabilire l'armonia e trovare un modo per convivere pacificamente. Il centro dello Scab Coral è il cluster di comando dove sono accumulate tutte le informazioni, che è anche il luogo dove si interagisce con le persone che sono state assimilate e continuano a vivere sotto forma di pura volontà. I Coralian anticorpi sono altre manifestazioni dello Scab Coral: si tratta di creature di forme e dimensioni diverse che difendono lo Scab quando è minacciato, che escono da un altro Coralian detto Kute-class.

### Onde Trapar e Reffing
Nella serie, come risultato dell'integrazione dello Scab Coral con la Terra, l'atmosfera è intrisa di misteriose particelle chiamate dall'uomo Trasparent Light Particles ("particelle leggere trasparenti"), abbreviato appunto in Trapar (トラパー?, Torapā); Norb, il leader dei Vodarac, descrive queste particelle come i pensieri della Terra divenuti energia.
Creature come gli Skyfish (スカイフィッシュ?, Sukaifisshu) ("pesci del cielo") si sono adattate per fluttuare nell'aria sospese dal Trapar: esse possono essere facilmente raccolte e convertite in una pellicola da applicare alle aeronavi per far loro acquisire le stesse capacità di volo degli Skyfish. L'applicazione di tale pellicola su apposite tavole o appendici particolari, le quali possono essere usate da LFO e KLF oltre che direttamente dalle persone, consente al pilota di eseguire svariate acrobazie molto simili a quelle del surf, con lo scopo di "cavalcare" le onde di Trapar. L'atto di usare queste tavole, considerato anche uno sport, si chiama Reffing.

### LFO
I mecha dell'anime vengono chiamati LFO, ovvero Light Finding Operation, mentre quelli usati dall'esercito vengono detti KLF, o Kraft Light Fighter. Gli LFO non sono vere e proprie macchine, ma scheletri umanoidi estratti dallo Scab Coral su cui successivamente sono state costruite armature e sistemi di guida per i piloti umani (sulla falsariga degli Eva di Neon Genesis Evangelion). Come già detto prima gli LFO volano utilizzando gli stessi principi del reefing utilizzando diverse apparecchiature per il volo. Più precisamente, è composto da:
- Una base organica gigantesca, appunto estratta dallo Scab Coral, chiamata Archetipo;
- Un'armatura, diversa per ogni modello;
- Un dispositivo per riuscire a "reffare", può essere una tavola o delle appendici, che devono comunque essere rivestite di pellicola ricavata dagli Skyfish;
- Un Compac Drive, strumento che media i contatti tra il pilota e le altre componenti, come l'archetipo stesso e le apparecchiature.

### Compac Drive
Il Compac Drive (コンパク（魂魄）・ドライヴ?, Konpaku Doraivu) è un oggetto di dimensioni modeste che emette una tenue luce verde e che consente di pilotare e utilizzare gli LFO, con l'unica eccezione delle forme umane dello Scab Coral (Eureka ed Anemone, ad esempio), le quali grazie al loro legame con la forma di vita aliena riescono ad interagire con l'archetipo senza bisogno del Compac. Il suo potere è molto superiore a quanto si possa immaginare: è infatti in grado di legare i pensieri all'energia e alla materia, come si può notare in alcuni momenti in cui Renton, spinto da una forte necessità di uscire da una situazione di stallo, fa reagire il Compac Drive, che "dà una spinta" al Nirvash, con il quale riesce a risolvere il problema. Sul Compac Drive di Renton appare da sempre la scritta Eureka, mentre Norb ha un Compac Drive installato direttamente nel torace, impiantatosi dopo il suo ultimo incontro in gioventù con Sakuya. Le persone affette da morbo della disperazione non fanno altro che fissare il Compac Drive, come in uno stato di trance.
Compac (in Compac Drive) si riferisce al termine cinese kon-paku, in cui kon sta per "anima" e paku sta per "corpo" o "recipiente fisico". Il compac drive è ciò che lega quindi le due cose.

### Amita Drive e Seven Swell
È importante citare l'Amita Drive, uno speciale componente realizzato da Adrock Thurston, il padre di Renton, come un completamento del Nirvash, e custodito da Axel Thurston padre di Adrock Thurston fino al suo incontro con Eureka. Consente di sbloccare il programma Satori, che scatena sotto certe condizioni l'effetto Seven Swell. Esso consiste nella formazione di una grande colonna di Trapar di colori diversi, aumentando la quantità di Trapar e rendendo quindi possibile reffare in una zona precedentemente priva di onde. Queste Trapar possono anche disabilitare altri LFO facendo in modo che la parte organica rigetti i componenti meccanici.

### Morbo della disperazione
Il morbo della disperazione (絶望病?, Zetsubō byō) è una condizione simile ad uno stato vegetativo con gli occhi aperti, dovuto ad una relazione tra lo Scab Coral, il Compac Drive e le Trapar, che portano la mente della vittima ad essere assimilata nel cluster di comando dello Scab Coral, mentre il corpo sembra appunto in stato vegetativo. È chiamato così perché porta alla disperazione le persone vicine al malato.

### Limite di questione
Il limite di questione (件の限界?, Kudan no genkai, lett. "limite della vita") è una teoria formulata dal dottor Greg "Bear" Egan, che sostiene che troppa vita senziente in un certo spazio piegherà la realtà, formando una lacrima simile ad un buco nero che assorbirebbe l'intero pianeta. Lo scab coral è già arrivato al limite di questione, evitando i suoi effetti perché si è posto in uno stato dormiente.

### Great Wall
Il Great Wall (グレートウォール?, Gurēto Wōru) è un esempio degli effetti dell'aver oltrepassato il limite di questione. Si tratta di una grande ed instabile area di Trapar turbinanti visibile dallo spazio esterno, creato prima dell'inizio della serie quando fu risvegliata bruscamente una grande porzione dormiente dello Scab Coral. Quest'ultimo riuscì a ritornare nello stato dormiente prima che il limite di questione inghiottisse tutta la Terra. Le normali leggi della fisica non valgono nella zona oltre il Great Wall.

### Summer of Love
La Summer of Love (サマー・オブ・ラブ?, Samā obu Rabu) è un evento verificatosi circa dieci anni prima dell'inizio della storia, provocato dal primo uso dell'Amita Drive con il Nirvash. Si tratta di una grande generazione di Trapar, e il caos causato da ciò portò conflitti e guerre civili. Adroc Thurston vi pose fine rimuovendo l'Amita Drive e venendo assimilato dal Cluster di comando dello Scab Coral.

### Vodarac
I Vodarac (ヴォダラク?, Vodaraku) sono una setta religiosa perseguitata dal governo. Essi credono ad esempio che il pianeta sia un essere vivente. Il conflitto con la scienza e la presenza di sette estremiste hanno portato l'esercito a perseguitarla. Nella serie si vede l'attacco a Ciudades del cielo (in spagnolo "città (plurale) del cielo"), città considerata sacra dai Vodarac. I Vodarac veneravano Sakuya, una Coralian umanoide, come un profeta. Il loro capo Norb collabora con i Gekko State.

### Zone
La Zone (ゾーン?, Zōn) è un effetto visivo prodotto da una concentrazione alta di Trapar e polvere, che risulta nella mente come un corridoio infinito circondato da colori sfumati. Di solito le persone vedono la zone quando penetrano in un Coralian Kute-class o quando un'alta concentrazione di Trapar si verifica in uno spazio chiuso. È di solito considerata una strada tra la mente e la materia.

### Piano Ageha
Il Piano Ageha (アゲハ構想?, Ageha kōsō) è la teoria proposta da Adroc Thurston che lo Scab Coral sia un essere vivente che ricerca la coesistenza pacifica con gli umani. Lo stesso Adroc aveva anche conosciuto Eureka. Il rapporto di Adroc è andato perduto e Dewei si propone come un continuatore del Piano Ageha anche se vuole distruggere lo Scab Coral, deformando così la figura di Adroc agli occhi del popolo.

## Sviluppo
La serie è stata prodotta dallo studio Bones e co-prodotta da Bandai Entertainment. Bandai Entertainment si è occupata del titolo e degli aspetti creativi della serie. Bandai originariamente propose una serie anime mecha allo studio d'animazione Bones. Lo studio inizialmente rifiutò la proposta, ma successivamente cambiò posizione in merito perché avevano già pianificato di creare un anime utilizzando il mecha design sviluppato da Shōji Kawamori. Affidati gli incarichi di regista a Tomoki Kyoda e di sceneggiatore a Dai Satō, la proposta di Bandai fu più o meno rivista e lo staff iniziò a lavorare sulla propria serie che sarebbe diventata Eureka Seven.
Mentre Eureka Seven era in fase di concettualizzazione, il regista Tomoki Kyoda desiderò sviluppare una serie che si sarebbe concentrata inizialmente sugli elementi personali che contraddistinguono i vari personaggi e sui rapporti e conflitti tra loro presenti, per poi successivamente spostare il quadro narrativo e la lettura della storia su una scala più ampia rispetto alla prospettiva iniziale. La serie è infatti suddivisibile in due metà, che rispecchiano la scelta portata avanti dal regista: una prima parte in cui vengono presentati i protagonisti, i membri del Gekko State e i futuri avversari, per poi spostarsi su un quadro molto più ampio, presentando lo scontro tra umani e coralian.

## Musiche
La colonna sonora di Eureka Seven è disponibile in tre differenti album composti da Naoki Satō e da molti altri artisti che hanno composto vari brani inseriti all'interno della serie. Il primo album della colonna sonora, intitolato Eureka Seven: Original Soundtrack 1 (交響詩篇エウレカセブン ORIGINAL SOUNDTRACK 1?), fu pubblicato il 2 novembre 2005. Il secondo album intitolato Eureka Seven: Original Soundtrack 2 (交響詩篇エウレカセブン ORIGINAL SOUNDTRACK 2?) fu pubblicato il 5 aprile 2006. Il terzo album, Eureka Seven: Complete Best (交響詩篇エウレカセブン COMPLETE BEST?), include le versioni complete delle sigle di apertura e chiusura per entrambe le serie e il videogioco, oltre al brano utilizzato per l'episodio finale.

### Sigle di apertura
- DAYS (lett. "Giorni") - Interpretata da: FLOW (episodi 1~13)
Testo di: KEIGO HAYASHI, KOHSHI ASAKAWA
Musica di: TAKESHI ASAKAWA
Arrangiamento: FLOW & Seiji Kameda
- Shōnen Heart (少年ハート?, Shōnen Hāto, lett. "Cuore di ragazzo") - Interpretata da: Home Made Kazoku (episodi 14~26)
Testo di: KURO/MICRO/U-ICHI
Musica di: KURO/MICRO/U-ICHI, Takahiro Watanabe
Arrangiamento: Takahiro Watanabe
- Taiyō no mannaka e (太陽の真ん中へ? lett. "Verso il centro del sole") - Interpretata da: Bivattchee (episodi 27~32, 34~39)
Testo di: Tsutsumi Shin'ichi
Musica di: Tsutsumi Shin'ichi
Arrangiamento: Bivattchee, Okura Kenji
- Sakura (lett. "Ciliegio") - Interpretata da: NIRGILIS (episodi 40~49)
Testo di: Iwata Acchu
Musica di: Kurihara Minoru, Iwata Acchu, Itō Kōki
Arrangiamento: NIRGILIS

### Sigle di chiusura
- Himitsu kichi (秘密基地? lett. "Base segreta") - Interpretata da: Kozue Takada (episodi 1~13, 26)
Testo di: Kozue Takada
Musica di: Kozue Takada
Arrangiamento: TOMI YO
- Fly Away (lett. "Vola via") - Interpretata da: Asami Izawa (episodi 14~25)
Testo di: Asami Izawa
Musica di: Asami Izawa
Arrangiamento: Abe Jun
- Tip Taps Tip - Interpretata da: HALCALI (episodi 27~39)
Testo di: U
Musica di: Tanaka Yuusuke
Arrangiamento: Tanaka Yuusuke
- Canvas (lett. "Tela") - Interpretata da: COOLON (episodi 40~49)
Testo di: COOLON
Musica di: COOLON
Arrangiamento: Mine-Chans

### Insert songs
- Storywriter - Supercar
- Tiger Track - KAGAMI
- Acid Track Prototype - RYUKYUDISKO
- Get It By Your Hands - Hiroshi Watanabe, conosciuto come Quadra
- Trance Ruined - NEW DEAL
- Draft Any Funk - NEW DEAL
- Ninety Three - Takkyu Ishino
- L.F.O. - Taichi Master
- Chaotic Waltz - Susumu Yokota
- koitsu - Riow Arai
- dot - Riow Arai
- control - Riow Arai
- D.J. Choice - Fumiya Tanaka
- I've got It (eureka new school acid mix) - Ko Kimura
- Time-lines - audio active
- Niji - Denki Groove

## Doppiaggio
| Personaggio                 | Doppiatore originale | Doppiatore italiano   |
| --------------------------- | -------------------- | --------------------- |
| Renton Thurston             | Yūko Sanpei          | George Castiglia      |
| Eureka                      | Kaori Nazuka         | Valentina Mari        |
| Holland Novak               | Keiji Fujiwara       | Alessandro Quarta     |
| Tahlo Yuki                  | Michiko Neya         | Rachele Paolelli      |
| Maurice                     | Michiko Neya         | Mattia Nissolino      |
| Maeter                      | Eriko Kigawa         | Agnese Marteddu       |
| Links                       | Fumie Mizusawa       | Tito Marteddu         |
| Dominic Sorel               | Shigenori Yamazaki   | Flavio Aquilone       |
| Anemone                     | Ami Koshimizu        | Ilaria Latini         |
| Stoner                      | Yasunori Matsumoto   | Massimo Bitossi       |
| Dewey Novak                 | Kōji Tsujitani       | Fabrizio Pucci        |
| Axel Thurston               | Takeshi Aono         | Dario Penne           |
| Diane Thurston              | Sakiko Tamagawa      | Laura Lenghi          |
| Matthieu                    | Akio Nakamura        | Fabrizio Manfredi     |
| Hilda                       | Mayumi Asano         | Claudia Catani        |
| Ken-Goh                     | Tamio Ōki            | Diego Reggente        |
| Misha                       | Yoko Soumi           | Ludovica Marineo      |
| Gonzy                       | Takkō Ishimori       | Dante Biagioni        |
| Jobs                        | Tomoyuki Shimura     | Luigi Ferraro         |
| Woz                         | Yuichi Nagashima     | Fabrizio Mazzotta     |
| Hap                         | Taro Yamaguchi       | Marco Vivio           |
| Gidget                      | Fumie Mizusawa       | Eva Padoan            |
| Moondoggie                  | Mamoru Miyano        | Luigi Morville        |
| Koda                        | Mariko Akashi        | Stefania Romagnoli    |
| Braya                       | Mugihito             | Vittorio Di Prima     |
| Kuzemi                      | Tamio Ōki            | Mino Caprio           |
| Jurgens                     | Tetsuo Komura        | Saverio Moriones      |
| Maria Schneider             | Eriko Kigawa         | Concetta Bismuto      |
| Yucatan Iglasias            | Yutaka Nakano        |                       |
| Charles Beams               | Jūrōta Kosugi        | Saverio Indrio        |
| Ray Beams                   | Aya Hisakawa         | Francesca Guadagno    |
| Tiptree                     | Kazuko Sugiyama      | Paila Pavese          |
| Norb                        | Rikiya Koyama        | Roberto Certomà       |
| Sakuya                      | Akiko Yajima         | Maria Letizia Scifoni |
| Morita                      | Kenichi Ono          | Roberto Draghetti     |
| Dottor Greg "Bear" Egan     | Banjō Ginga          | Roberto Stocchi       |
| Dott. ssa Sonia Wakabayashi | Toshio Furukawa      | Daniela d'Angelo      |

## Media derivati

### Film
Eureka Seven - Il film: Good Night, Sleep Tight, Young Lovers, in inglese "Buona notte, sogni d'oro, giovani amanti", conosciuto in Giappone come Kōkyōshihen Eureka Seven - Poketto ga niji de ippai (交響詩篇エウレカセブン ポケットが虹でいっぱい?, Kōkyōshihen Eureka Sebun - Poketto ga niji de ippai, lett. "Salmi sinfonici Eureka Seven - Le tasche sono piene di arcobaleno") è un film d'animazione che presenta una storia alternativa a quella della serie animata, uscito in Giappone il 25 aprile 2009. In Italia è stato pubblicato in DVD e Blu-ray da Kazé il 7 dicembre 2011.
Il 17 marzo 2017 è stata annunciata una nuova trilogia cinematografica intitolata Psalm of Planets Eureka Seven: Hi-Evolution (交響詩篇エウレカセブン ハイエボリューション?, Kōkyōshihen Eureka Sebun: Haieboryūshon) la cui prima parte verrà distribuita in Giappone il 16 settembre 2017. La trilogia si svolgerà prima e durante gli eventi della prima serie e conterrà una storia originale; il primo capitolo sarà un riassunto della prima parte della serie unito a sezioni inedite. Durante il Lucca Comics & Games 2017 l'editore Dynit annuncia l'acquisizione dell'opera per l'Italia a partire dal primo film, che verrà pubblicato prossimamente in home video.

### Seconda serie
La seconda serie, intitolata Eureka Seven AO (エウレカセブンＡＯ?, Eureka Sebun Ei Ō), che sta per Eureka Seven: Astral Ocean, è composta di 24 episodi ed è stata trasmessa in Giappone nel 2012: i primi 22 episodi sono stati trasmessi dal 12 aprile al 27 settembre 2012 in prima visione su MBS, gli episodi 23 e 24 sono stati trasmessi insieme con il titolo di Eureka Seven AO - Kankestuhen (エウレカセブンＡＯ 完結編? "Eureka Seven AO - Episodio conclusivo"), prima su TBS il 19 novembre 2012. È stato prodotto anche un OAV. La serie ha un'ambientazione diversa da quella della prima ed è un sequel, dato che nei flashback che presentano i ricordi di Ao appare Eureka, che è sua madre. La serie è collegata al finale originario della prima serie e non al finale alternativo presentato nell'episodio speciale New Order, trasmesso il 5 aprile 2012.

### Manga

Copertina del primo volume dell'edizione italiana, raffigurante i protagonisti Renton (in alto a sinistra) e Eureka

Il manga, disegnato da Jinsei Kataoka e Kazuma Kondō è stato pubblicato sulla rivista Monthly Shōnen Ace di Kadokawa Shoten dal numero di marzo 2005 a quello di gennaio 2007 per un totale di 23 capitoli riuniti poi in 6 volumi tankōbon usciti anche in Italia a cadenza mensile pubblicati da Panini Comics con l'etichetta Planet Manga da settembre 2008 al 28 febbraio 2009. L'ultimo volume è stato pubblicato anche in un'edizione con cofanetto per la raccolta. La serie intera è stata ripubblicata il 10 aprile 2011. I titoli dei capitoli sono titoli di canzoni, come per gli episodi dell'anime.
Un altro manga, intitolato Eureka Seven: Gravity Boys & Lifting Girl (エウレカセブン グラヴィティボーイズ&リフティングガール?, Eureka Sebun: Guraviti Bōizu & Rifutingu Gāru, letteralmente "Eureka Seven - I ragazzi della gravità e la ragazza che si solleva"), è stato pubblicato in Giappone sulla rivista Comptiq di Kadokawa Shoten tra il 2005 e il 2006, raccolto poi in due volumi. Disegnato da Miki Kizuki, ha i personaggi dei due videogiochi Eureka Seven vol.1: New Wave ed Eureka Seven: New Vision, ambientati prima della storia della serie originale.
Esistono inoltre un manga tratto direttamente dalla seconda serie, un altro che è uno spin-off di essa e un manga yonkoma tratto sempre dalla seconda serie (vedasi Eureka Seven AO).

### Light novel
Da Eureka Seven è stata tratta una serie di 4 light novel scritte da Tomonori Sugihara. Esse sono state pubblicate da Kadokawa Shoten nella collana Sneaker Bunko dal 29 ottobre 2005 al 31 maggio 2006.
Questi i titoli, riferimenti a titoli di canzoni come per gli episodi dell'anime e i capitoli del manga:
1. Blue Monday
2. Unknown Pleasures
3. New World Order
4. Here to Stay

È stato pubblicato anche un romanzo tratto dal film.

### Videogiochi
Tre videogiochi sono stati tratti da Eureka Seven, tutti prodotti da Bandai. Il primo è intitolato Eureka Seven vol.1: New Wave (エウレカセブン TR1:NEW WAVE?, Eureka Sebun TR1:NEW WAVE, Nuova onda) è stato pubblicato in Giappone il 27 ottobre 2005. Il gioco è ambientato due anni prima dell'anime ed ha personaggi diversi. Il secondo gioco, intitolato Eureka Seven: New Vision (エウレカセブン NEW VISION?, Eureka Sebun NEW VISION, Nuova visione), è stato pubblicato in Giappone l'11 maggio 2006. È il seguito di New Wave, ambientato due anni dopo. Entrambi i giochi sono per PlayStation 2, contengono la canzone Realize dei FLOW e sono stati pubblicati anche in Nordamerica. Un altro gioco intitolato Eureka Seven V.2: Psalms of Planets è stato pubblicato in Giappone per PlayStation Portable il 6 aprile 2006 e ripercorre la prima metà dell'anime.
I personaggi e i mecha di Eureka Seven compaiono in Super Robot Wars Z.
Esiste inoltre un videogioco per PlayStation 3 tratto dalla serie Eureka Seven AO ed intitolato EUREKA SEVEN AO - ATTACK THE LEGEND -, prodotto da Namco Bandai e pubblicato il 20 settembre 2012 nel Blu-ray Disc detto Hybrid Disc che contiene anche l'OAV tratto dalla seconda serie e l'episodio speciale New Order.